# شيماء عبد القادر
شيماء الزغبى (22 مايو 1992) -ممثلة مصرية.

## عن حياتها
تخرجت من كلية الآداب - جامعة حلوان - قسم علوم المسرح (شعبة تمثيل واخراج) في عام 2008، ظهرت مع الجيل الرائع الذي ابدع مسرحية (قهوة سادة)، و بدأت في خوض عالم الاحتراف بعمل سيت كوم (أنا وبابا) ثم اختارها الفنان أحمد حلمي لتشارك في فيلم (عسل إسود) ثم اختارها النجم هاني رمزي لتشارك في بطولة مسلسل (عريس دليفري)، ومن ثم انطلقت نجوميتها.
متزوجة من الممثل هشام إسماعيل.

## أعمالها

### الأفلام
- عسل إسود (2010).
- سيما علي بابا (2011).
- الحرب العالمية الثالثة (2014)
- تيتة رهيبة (2012)

### المسلسلات
- من غير مقص سيت كوم (2007).
- أنا وبابا سيت كوم (2009).
- عريس دليفرى (2011).
- رقم مجهول (2012).
- سرايا عابدين (2015).

### مسرحيات
- قهوة سادة (2009).

### الفوازير
- مسلسليكو :2013

## روابط خارجية
- شيماء عبد القادر على موقع الدهليز
- شيماء عبد القادر على موقع قاعدة بيانات الأفلام العربية